# Cascade (Iowa)
Cascade es una ciudad situada entre los condados de Dubuque y Jones, en el estado de Iowa, Estados Unidos. Según el censo de 2010 tenía una población de 2.159 habitantes.

## Geografía
Según la Oficina del Censo de los Estados Unidos, la localidad tiene un área total de 4,84 km², la totalidad de los cuales 4,84 km² corresponden a tierra firme.

## Demografía
Según el censo de 2010, había 2159 personas residiendo en la localidad. La densidad de población era de 446,07 hab./km². Había 974 viviendas con una densidad media de 201,24 viviendas/km². El 96,2% de los habitantes eran blancos, el 0,42% afroamericanos, el 0,09% amerindios, el 0,19% asiáticos, el 0,23% isleños del Pacífico, el 2,5% de otras razas, y el 0,37% pertenecía a dos o más razas. El 3,57% de la población eran hispanos o latinos de cualquier raza.